# Rajd Automovilista Iberico 1956
Rajd Automovilista Ibérico 1956 (1. Rallye Automovilista Ibérico) – 1. edycja rajdu samochodowego Rajd Automovilista Ibérico rozgrywanego w Hiszpanii od 1 do 4 listopada 1956 roku. Była to trzynasta runda Rajdowych Mistrzostw Europy w roku 1956.

## Wyniki końcowe rajdu
| Miejsce                      | Kierowca                     | Pilot                        | Samochód                           | Punkty                       | Strata                       |                              |
| Klasyfikacja generalna i ERC | Klasyfikacja generalna i ERC | Klasyfikacja generalna i ERC | Klasyfikacja generalna i ERC       | Klasyfikacja generalna i ERC | Klasyfikacja generalna i ERC | Klasyfikacja generalna i ERC |
| ---------------------------- | ---------------------------- | ---------------------------- | ---------------------------------- | ---------------------------- | ---------------------------- | ---------------------------- |
| 1.                           | Fernando Stock               | Augusto Palma                | Mercedes-Benz 300 SL W198 I        | 11:48:36                     | –                            |                              |
| 2.                           | Javier Sanglas Camps         | Pilar Lleo                   | Alfa Romeo Giulietta Sprint Veloce | 12:12:18                     | +23:42                       |                              |
| 3.                           | José Luís Abreu Valente      |                              | Porsche 356 Pre-A 1300             |                              |                              |                              |
| 4.                           | Esteban Sala-Soler           | Victor Sagi                  | Fiat 8V Zagato                     |                              |                              |                              |
| 5.                           | Gerardo de Andrés            | J. Milan del Bosch           | Mercedes-Benz 300 SL W198 I        |                              |                              |                              |
| 6.                           | Paul Ernst Strähle           | Hans Wencher                 | Porsche 356 1300 Super             |                              |                              |                              |
| 7.                           | Carlos Faustino              |                              | Panhard                            |                              |                              |                              |
| 8.                           | Francisco Silva Pereira      |                              | Lancia                             |                              |                              |                              |
| 9.                           | Carlos Mach Brosa            |                              | Mercedes-Benz 190 W121             |                              |                              |                              |
| 10.                          | João Vieira Azevedo          |                              | Triumph TR3                        |                              |                              |                              |